# Robin M. Canup
Robin M. Canup (* 20. November 1968) ist eine US-amerikanische Astrophysikerin.

## Leben
Canup studierte an der Duke University in North Carolina Physik und promovierte an der University of Colorado at Boulder. Sie wechselte 1998 an das Southwest Research Institute des Department of Space Studies (SwRI) in Boulder und wurde 1999 zur stellvertretenden Direktorin ernannt. Sie hatte von Januar bis April 2005 eine Gastprofessur am California Institute of Technology inne und ist seitdem Direktorin am SwRI.

## Werk
Canup beschäftigt sich mit der Entstehung von Planeten und ihrer Satelliten. Sie lieferte wesentliche Beiträge zum Ursprung des Erde-Mond-Systems, die wesentlich zum heutigen Verständnis der Kollisionstheorie beitrugen.
2005 wurden ihre Leistungen mit der Namensgebung (17836) Canup für den Asteroiden 1998 HT50 gewürdigt.

## Auszeichnungen
- Harold-C.-Urey-Preis, Division of Planetary Sciences der American Astronomical Society, 2003
- James-B.-Macelwane-Medaille, American Geophysical Union, 2004
- National Academy of Sciences, Mitglied, 2012
- American Academy of Arts and Sciences, Mitglied, 2017
- Brouwer Award, Division on Dynamical Astronomy der American Astronomical Society, 2025